# Toate pînzele sus (film)
 Toate pînzele sus  este un serial de televiziune al Televiziunii Naționale Române (TVR), o adaptare cinematografică după romanul cu același nume, Toate pânzele sus!, al scriitorului Radu Tudoran.

## Prezentare
Produs între 1975 - 1977, filmul prezintă aventurile devenite legendare ale celor doi prieteni, doi ingineri, colegi de studii, românul Anton Lupan și francezul Pierre Vaillant; francezul apărând la timpul trecut, doar în amintirile lui Lupan. Anton Lupan pleacă în căutarea goeletei L'Esperance, corabia sa și a prietenului său, fără să știe că a fost atacată de pirați în Marea Neagră, în largul portului Sulina, unde o și găsește eșuată în apropierea farului. 
Anton Lupan îl caută mai ales pe Pierre, prietenul său breton, pentru a pleca împreună spre un teritoriu necunoscut al Țării de Foc, unde cei care au încercat să pătrundă fie au murit ori s-au întors, după încercări cumplite, fără să reușească să-l cerceteze. Corabia este găsită (mai mult sau mai puțin) din întâmplare și apoi recondiționată de Lupan și oamenii pe care îi adună în jurul său, dar despre prietenul său nu se mai știe nimic. Lupan e nevoit să plece fără Vaillant în călătoria peste Oceanul Atlantic, cu destinația Țara de Foc, cu aceiași oameni, care constituie nucleul echipajului său.
Micul echipaj, format din șase bărbați (Lupan, Ieremia, Haralamb, Gherasim, Busuioc și Ismail), un adolescent (Mihu), o femeie (Adnana) și un câine (în carte Negrilă, dar în film cățelul Lăbuș) are parte de numeroase peripeții, înfruntând pirații mauri, furtuni și uragane, iar mai apoi căutând să-l scoată din încurcătură pe bucătarul Ismail, care intră în bucluc făcând pariuri nechibzuite pe lupte de cocoși, în porturile Americii Latine. Oamenii și Adnana (provenită dintr-o familie de navigatori) sunt curajoși, dintr-o bucată, astfel reușesc împreună să treacă peste toate încercările și îl urmează încrezători pe căpitan în căutarea prietenului dispărut.

## Distribuție

### Roluri principale
- Ion Besoiu - Anton Lupan
- Ilarion Ciobanu - Gherasim, cârmaci încercat din Pireu
- Sebastian Papaiani - Ieremia, fost pușcaș în Războiul de Independență al României
- Jean Constantin - Ismail, bucătar-marinar, originar din Istanbul
- George Paul Avram - Haralamb, vărul lui Ieremia
- Cristian Șofron - Mihu, adolescent orfan (apare în episoadele 2-12)
- Julieta Szönyi - Adnana, tânără femeie dintr-o familie mixtă de navigatori din jurul Mării Mediterane (apare în episoadele 1, 4-6, 8-12)
- cățelul Lăbuș

### Roluri secundare
- Ion Dichiseanu - căpitanul francez Pierre Vaillant (1, 5, 12)
- Colea Răutu - piratul Spânu (1, 3-4, 7, 12)
- Nucu Păunescu - căpitanul grec Iani (1-2, 4)
- Vasile Nițulescu - Ifrim, paznicul farului de la Sulina (2)
- Ion Bog - Cristea Busuioc (2)
- Octav Enigărescu - căpitanul portului Sulina (2, 12)
- Ion Anghel - palicarul hoț (2, 5, 8-9)
- Aurel Giurumia - negustorul armean Agop din Bazar (3-5)
- Nicolae Stroe - comerciant grec (3)
- Tudorel Popa - tatăl Adnanei (5-6)
- Marius Pepino - negustorul de la Marsilia (5-6)
- Jean Lorin Florescu - Martin Strickland, alias „Clark Norman” (6-11)
- Zephy Alșec - John Tennyson, comandantul navei Bristol (6)
- Dorin Dron - Kurt Schlimbach (7, 9, 11)
- Gheorghe Visu - Black Pedro (9-11)
- Ernest Maftei - moș Andrei (10-11)
- Haralambie Boroș - căpitanul portului Ushuaia (10)
- Arcadie Donos (1)
- Horia Căciulescu - proprietarul barăcii de la bâlci (1)
- Gheorghe Naghi (1)
- Teodor Pâcă - pirat cu barbă albă (1, 4-5)
- Florin Pucă (1, 4-5)
- Tamara Buciuceanu - bucătăreasă în portul Sulina (2, 12)
- Elena Buhoci-Gurgulescu - Sulfina, amanta lui Haralamb (2, 12) (menționată Elena Gurgulescu)
- Aristide Teică - Aristide Panaiotis, proprietarul birtului „La palicarul amărît” (2)
- Petre Gheorghiu-Goe - pirat (4-5)
- Jean Ionescu (5)
- Virgil Andriescu (5)
- Dumitru Rucăreanu (8)
- Florina Cercel (8)
- Gheorghe Șimonca (8)
- Romulus Bărbulescu (9)
- Obren Păunovici (12)
- Rudy Rosenfeld (12)
- Nicolae Corjos - sublocotenent de Poliție, șeful patrulei fluviale (12)
- H. Nicolaide - Yanis Yakomakis, importator de coloniale (1)

## Episoade
| Nr. | Titlu                                    | Regia          | Scenariu | Premiera        | Cod producție | Audiență |
| --- | ---------------------------------------- | -------------- | -------- | --------------- | ------------- | -------- |
| 1   | „Speranța”                               | Mircea Mureșan |          | 13 martie 1977  |               |          |
| 2   | „Secretul epavei”                        | Mircea Mureșan |          | 20 martie 1977  |               |          |
| 3   | „Bazarul deșertăciunilor și omul negru”  | Mircea Mureșan |          | 27 martie 1977  |               |          |
| 4   | „Cine ești dumneata, domnule Vaillant ?” | Mircea Mureșan |          | 3 aprilie 1977  |               |          |
| 5   | „Cîntecul sirenei”                       | Mircea Mureșan |          | 10 aprilie 1977 |               |          |
| 6   | „Ancora împotmolită”                     | Mircea Mureșan |          | 17 aprilie 1977 |               |          |
| 7   | „Uraganul și paharul de apă”             | Mircea Mureșan |          | 24 aprilie 1977 |               |          |
| 8   | „O întîlnire... sau chiar două”          | Mircea Mureșan |          | 1 mai 1977      |               |          |
| 9   | „Martin Strickland intră în scenă”       | Mircea Mureșan |          | 8 mai 1977      |               |          |
| 10  | „Praf de aur”                            | Mircea Mureșan |          | 15 mai 1977     |               |          |
| 11  | „La capătul lumii”                       | Mircea Mureșan |          | 22 mai 1977     |               |          |
| 12  | „Aventura nu s-a sfîrșit”                | Mircea Mureșan |          | 29 mai 1977     |               |          |

## Producție
Scenariul filmului serial care a ecranizat romanul Toate pînzele sus! (1954)  al lui Radu Tudoran a fost scris de Alexandru Struțeanu și Mircea Mureșan. Filmul a fost realizat în studiourile Centrului de Producție Cinematografică București; producătorii au beneficiat de sprijinul organelor de partid și de stat din județele Constanța și Tulcea, al Ministerului Transporturilor și al Ministerului Turismului. Filmările au avut loc în anii 1975-1976.
Filmul a fost regizat de Mircea Mureșan, ajutat de regizorii secunzi Mariana Petculescu și Nicolae Corjos. Filmările speciale și trucajele au fost realizate de Alecu Popescu, iar realizatoarea genericului a fost Florica Vintilă. Amploarea acțiunii a necesitat prezența unui număr mare de consilieri din marina militară română, precum căpitanul de rangul I Dumitru Munteanu, inginerul Nicolae Zeicu, căpitanul de rangul II Alexe Rucăreanu, inginerii Costică Dumitrașcu și Ion Țigaret.
Echipajul navei Speranța (fosta mahonă de pescuit de 90 de tone Jirlău construită la Turnu Severin și transformată în goeletă la șantierul naval din Tulcea, în 1968, pentru Studioul Cinematografic „București”) a fost comandat de căpitanii de rangul III Marin Deboveanu și Gheorghe Florea.
Premiera primului episod al serialului a avut loc la TVR, duminică, 13 martie 1977, la ora 10:00. După aproape un deceniu, în 1986, a fost adaptat pentru marele ecran un fragment constituit din primele trei episoade ale serialului de televiziune.

## Premii
Directorul de imagine Nicu Stan a primit în anul 1977 Premiul pentru imagine al Asociației Cineaștilor din România (ACIN) - pentru serialul TV Toate pînzele sus (ex-aequo cu Iosif Demian pentru filmul Buzduganul cu trei peceți). 